# Deathstroke

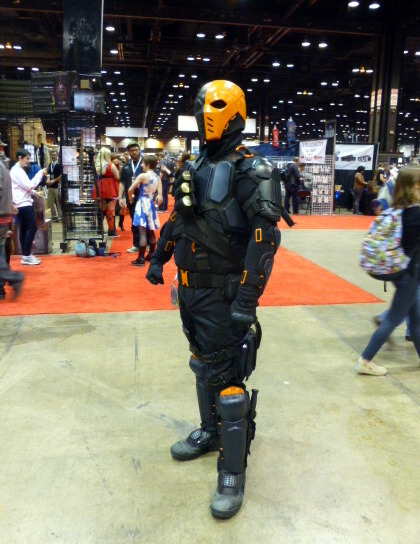
Cosplayer im Deathstroke-Kostüm (Chicago Comic & Entertainment Expo 2015)

Deathstroke ist eine Comicfigur des US-amerikanischen Comicverlags DC Comics.

## Geschichte
Der Titelheld der Comics, Deathstroke, ist eine Schöpfung des Autors Marv Wolfman und des Zeichners George Pérez, die ihn 1980 in der Reihe Teen Titans erstmals vorstellten. In dieser Reihe trat Deathstroke erstmals in der Ausgabe The New Teen Titans Annual #2 von 1981 – zunächst unter dem Namen Terminator – auf. Fortan figurierte Deathstroke als ein ständiger Gegenspieler der Titelhelden, einer Gruppe jugendlicher Verbrechensbekämpfer. Der Name Terminator – obwohl Deathstroke ihn bereits vier Jahre vor der Veröffentlichung des ersten Terminator-Films mit Arnold Schwarzenegger führte – wird mittlerweile nicht mehr in Bezug auf Deathstroke verwendet, vermutlich um Streitigkeiten hinsichtlich der Rechte an dem Namen zu vermeiden.
Thema der Titans-Abenteuer waren zumeist Versuche Deathstrokes, die Mitglieder der Gruppe zu ermorden und/oder gefangen zu nehmen, um so das Kopfgeld, das auf die Teenager von einer gegnerischen Organisation ausgesetzt war, einstreichen zu können. Mit der Zeit arbeitete er allerdings immer öfter mit den Titans zusammen, um größere Bedrohungen abzuwenden, und wurde so schließlich zu einer Art Antihelden. Aufgrund seiner immensen Popularität bei den Lesern der Titans-Reihe – der damals meistverkauften Comicreihe der USA – wurde entschieden, dem „Terminator“ unter dem Titel Deathstroke seine eigene Serie zu geben.
Eine auffallende Ähnlichkeit zu Deathstroke besitzen die beiden Figuren Deadpool und der ebenfalls von George Pérez entwickelte Taskmaster, deren Abenteuer bei Marvel Comics erscheinen. Beide besitzen viele Gemeinsamkeiten mit Wilson in Aussehen, Vorgehensweise, Wesensart und Auftreten.

## Figurenhistorie
Slade Wilson riss mit 15 Jahren von zu Hause aus und trat in die amerikanische Armee ein, indem er den Verantwortlichen der Rekrutierungsbüros vortäuschte, er sei bereits volljährig. Als Marineinfanterist nahm er am Koreakrieg teil, wo er sich durch „besondere Tapferkeit vor dem Feind“ auszeichnete. Aus dem Krieg zurückgekehrt, nahm er an einem Lehrgang für Offiziersnachwuchs teil, bei dem er die um einige Jahre ältere Ausbilderin Adeline Kane kennenlernte. Beide verliebten sich und heirateten schließlich. Aus der Ehe gingen drei Kinder hervor, die Söhne Grant und Josef sowie die Tochter Rose.
Wilson nahm schließlich als Offizier am Vietnamkrieg teil. Während dieser Zeit meldete er sich für ein geheimes Experiment der Armee, in dessen Zuge ihm ein neu entwickeltes Serum verabreicht wurde, das seine natürlichen Widerstandskräfte verstärken sollte. Zunächst reagierte Wilson äußerst schlecht auf das Serum, wurde ins Krankenhaus eingeliefert und vorübergehend sogar zum Pflegefall. Kurzzeitig konnte er weder laufen noch sprechen. Als er sich schließlich erholte, stellte er jedoch fest, dass seine Körperkräfte, Reflexe und Ausdauer sich ins Übermenschliche gesteigert hatten. Zudem besaß er nunmehr ein überdurchschnittlich effizientes Immunsystem, was zur Folge hatte, dass selbst schwerste Verletzungen schnell abheilten. Wilson verheimlichte seinen Vorgesetzten seine neu erworbenen Fähigkeiten und setzte seine Karriere als Offizier fort. Wegen eines eigenmächtigen Alleingangs gegen ein Lager des Vietkongs wurde Wilson schließlich aus der Armee entlassen.
In der Folge schlug er eine Karriere als Großwildjäger in Afrika ein und begann im Verborgenen unter dem Codenamen „Deathstroke“ als Söldner und Auftragsmörder zu arbeiten. Diese Tätigkeit machte Wilsons Familie – die nichts von dessen Doppelleben wusste – schließlich zur Zielscheibe des Kriminellen namens Jackal, der für eines von Deathstrokes Zielen arbeitete.

## Comicreihen

### Erste Serie
Die erste Serie wurde von 1991 bis 1996 veröffentlicht. Die Reihe brachte es auf 65 Ausgaben (#1–60, das Spezial #0, und vier Annuals, jährlich erscheinende Sonderausgaben). Die Nummern #1–44 trugen den Titel Deathstroke the Terminator (etwa „Deathstroke der Austilger“), die Nummern #41–45 der Serie firmierten als Deathstroke the Hunted („Deathstroke der Gejagte“), die Nummern #46 bis 60 kurz als Deathstroke.
Die Serie handelte von den Abenteuern des Vietnamkriegsveteranen Slade Wilson, der, unfähig sich nach dem Erlebnis des Krieges wieder in die bürgerliche Gesellschaft einzufügen, unter dem Decknamen „Deathstroke“ („Todesschlag“) sein Auskommen als Söldner und Auftragsmörder findet. Zupass kommen ihm dabei seine durch ein ominöses Experiment der US-Army erworbenen übermenschlichen Fähigkeiten, d. h. weit über den Durchschnitt geschärfte Sinnesleistungen, gesteigerte Ausdauer, Widerstandsfähigkeit und Körperkraft, sowie die Fähigkeit Verwundungen binnen kürzester Zeit „abzuheilen“.

### Zweite Serie
Von 2011 bis 2013 erschien in der ersten Welle der The New 52 eine zweite Reihe, die es auf 21 Ausgaben (20 reguläre Ausgaben und eine Nullnummer) brachte.

### Dritte Serie
2014 erhielt Deathstroke bei der neunten Welle die dritte Reihe. Im Herbst 2015 veröffentlichte Panini Comics den ersten Band in deutscher Sprache.

## In anderen Medien

### Teen Titans
In der Zeichentrickserie Teen Titans tritt Deathstroke unter dem Namen Slade auf. Im Original wird er von Ron Perlman synchronisiert. Der Verzicht auf den Namen Deathstroke ist einer Auflage des amerikanischen Fernsehens geschuldet, wonach in Kinderserien Namen, die das Thema Tod referenzieren, zu vermeiden sind. Außerdem wurde seine Rolle vom Söldner in einen Meisterkriminellen konvertiert. Seine Ziele sind die Vernichtung der Titans und die Eroberung von San Francisco, wobei seine Motive unklar bleiben.
Seine Persönlichkeit und Fähigkeiten ähneln sehr denen in den Comics, aber anders als dort verfügt Slade in der Zeichentrickserie jedoch über ein schier unerschöpfliches Reservoir an Roboter-Lakaien und Technologie, die er für seine Taten nutzt.
In den Episoden der ersten beiden Staffeln bekämpft er die Titans mit Hilfe von gleichgesinnten Kriminellen wie Mammoth oder Jinx oder mit eigentlich redlichen Charakteren, die er für seine Zwecke manipuliert, wie die Heldin Terra. Am Ende der zweiten Staffel wird Slade von Terra, die sich aus seinem Bann befreit hat, in einen Vulkan gestürzt und stirbt scheinbar in dessen Lava.
In der dritten Staffel trat er dementsprechend nur in Rückblick- und Traum-Sequenzen auf. In der vierten Staffel kehrt Slade schließlich zurück. Wie sich herausstellt, war er tatsächlich in der Lava des Vulkans gestorben, jedoch von dem Dämonen Trigon – dem Hauptschurken der vierten Staffel – wieder zum Leben erweckt worden, und durch das Angebot ihm im Austausch für seine Dienste seinen Körper zurückzugeben, zur Zusammenarbeit bewogen worden. Am Ende schlägt er sich auf die Seite der Titans und hilft diesen Trigon zu besiegen und schafft es – nachdem er seinen Körper zurückbekommen hat – zu entkommen.

### Superman – Die Abenteuer von Lois & Clark
In der vierten Staffel der Serie Superman – Die Abenteuer von Lois & Clark trat in der Episode Ein reizendes Paar ein Söldner namens Deathstroke (Antonio Sabato junior) auf der mit der Comicfigur außer dem Namen allerdings nur wenig gemeinsam hat. Anders als Slade Wilson handelt es sich bei diesem Deathstroke um einen Wissenschaftler mit magnetischen Kräften der sich eines Spezialanzuges bedient, um seine Kräfte kontrollieren zu können.

### Smallville
2010/2011 spielte Michael Hogan – bekannt als XO Saul Tigh in der Fernsehserie Battlestar Galactica – die Rolle des Deathstroke in mehreren Folgen der zehnten und finalen Staffel der Serie Smallville.

### Arrow
Seit 2012 spielt Manu Bennett die Rolle des Slade Wilson in der US-amerikanischen Fernsehserie Arrow.

### Justice League (Film)
Eine Post-Credit-Szene des Films Justice League von 2017 zeigt Deathstroke, gespielt von Joe Manganiello.

### Titans
In der auf Netflix seit 2019 ausgestrahlten Serie Titans wird Deathstroke von Esai Morales verkörpert.

### Computerspiele
Seit November 2008 tritt Deathstroke als Kämpfer im Videospiel Mortal Kombat vs. DC Universe auf, welches auf den Plattformen Xbox 360 und PlayStation 3 spielbar ist.
In dem Anfang 2013 erschienenen Videospiel Injustice: Gods Among Us, ist Deathstroke ebenfalls als Kämpfer spielbar. Auch ist er dort einer von nur drei Schurken mit dem im Verlauf des Storymode gespielt werden kann.
In dem am 25. Oktober 2013 für PC (Windows), PlayStation 3 und Xbox 360 (8. November 2013 für Wii U) erschienenen Videospiel Batman: Arkham Origins tritt Deathstroke als ein Widersacher von Batman auf und ist dort im Rahmen eines kostenpflichtigen DLCs ebenfalls spielbar. Auch im 2015 erschienenen vierten Teil der Reihe, Batman: Arkham Knight, tritt Deathstroke gegen Ende des Spiels auf.